# Pseudorthygia nigritarsis
Pseudorthygia nigritarsis är en skalbaggsart som först beskrevs av Martin Jacoby 1891.  Pseudorthygia nigritarsis ingår i släktet Pseudorthygia och familjen bladbaggar. Inga underarter finns listade i Catalogue of Life.